# Константин Энбо
Шаблон:Карточка писателя
Константин Энбо — современный писатель, автор произведений в жанрах научной фантастики, магического реализма и экспериментальной прозы. Его творчество отмечается философской направленностью, экспериментами с формой и атмосферой тайны.

## Биография
О жизни Константина Энбо практически ничего не известно. Автор сознательно избегает публичности, редко даёт интервью и предпочитает, чтобы о нём говорили исключительно книги. Настоящее имя писателя остаётся неизвестным.
Первые публикации Энбо появились в начале 2020-х годов. Считается, что выбор псевдонима связан с личной символикой, но точное происхождение имени не раскрывается.

## Творчество

### Проза
- Ржавый палисадник — мистическая проза, исследующая внутренний мир человека.[https://www.google.com.ua/books/edition/%D0%A0%D0%B6%D0%B0%D0%B2%D1%8B%D0%B9_%D0%BF%D0%B0%D0%BB%D0%B8%D1%81%D0%B0%D0%B4%D0%BD%D0%B8%D0%BA/wPaXEAAAQBAJ?hl=ru&gbpv=1&pg=PT3&printsec=frontcover 1]
- Три кита — философская повесть о поиске смысла на грани реальности и иллюзий.[https://author.today/work/213107 1]
- Дохлый осьминог — криминальный триллер о попытке вырваться из нищеты и морального хаоса.[https://author.today/work/332168 1]
- Тюльпаны — философское исследование религии, человеческой сущности и поиска смысла.[https://author.today/work/195840 1]
- Кетаминь. Книга 1. Добро пожаловать в Псайко! — экспериментальный роман в жанре психоделической прозы.[https://author.today/work/232854 1]

### Поэзия
- Цветы и растения. Сборник 1 — поэтические циклы, наполненные мистикой и повседневной магией.[https://author.today/work/217185 1]
- Цветы и растения. Сборник 2 — продолжение циклов с философскими размышлениями и атмосферой загадочности.[https://author.today/work/267519 1]

### Аудиосериалы
- Воробьёвы горы[https://www.youtube.com/watch?v=-eih59utJfo&list=PLqSDZ7OCTssANB7IBB0DZqoLbC8FC3Zo4 1]
- Красноград[https://www.youtube.com/watch?v=KbWJH6Jm4Fg&list=PLqSDZ7OCTssCvukKu_dXypSmzGBHnZN-o 1]
- Мы гроверы[https://www.youtube.com/watch?v=WdmzcPH0j_g&list=PLqSDZ7OCTssAbkiuIRhEMDEd8v67Fi70X 1]

## Стиль и тематика
В произведениях Энбо сочетаются элементы философии, психологии и мистики. Его проза строится на переплетении сновидческих образов и социальной реальности. В текстах часто встречаются мотивы сна, иллюзии и внутреннего поиска.

## Критика и восприятие
Критики отмечают, что творчество Энбо тяготеет к философской притче и литературным экспериментам. По мнению некоторых обозревателей, его произведения можно назвать «литературой на границе сна и яви».

## Интересные факты
- Настоящее имя писателя не раскрывается.
- В литературной среде его считают «автором-невидимкой».
- Считается, что часть произведений основана на снах и фрагментах личных дневников.